# Марк Геренний Фауст
Марк Геренний Фауст Тиберий Юлий Клемент Тадий Флакк (лат. Marcus Herennnius Faustus Tiberius Iulius Clementus Tadius Flaccus) — римский политический деятель первой половины II века.
Фауст, происходил, по всей видимости, из испанской провинции Бетика. Возможно, его предком был всадник Анний Фауст. О карьере Фауста известно из надписи на колоссах Мемнона, сделанной в 130 году, когда он сопровождал императора Адриана в поездке в Египет. Последовательно Фауст занимал должности квиндецемвира по судебным разбирательствам, военного трибуна III Августова легиона, квестора в провинции, претора. Даты его пребывания на этих постах неизвестны. Около 114 года он был легатом XIII Парного легиона. В 121 году Фауст занимал должность консула-суффекта вместе с Квинтом Помпонием Руфом Марцеллом. Также он входил в состав жреческих коллегий септимвиров эпулонов и жрецов Августа. Дальнейшая его биография неизвестна.